# Ente Nacional Regulador Nuclear
El Ente Nacional Regulador Nuclear (ENREN) de Argentina fue un ente público del gobierno nacional dependiente del Poder Ejecutivo. Estuvo activo entre 1994 y 1997.

## Historia
Creado en 1994 por decreto presidencial n.º 1540 de Carlos Menem del 30 de agosto de ese año, el Ente Nacional Regulador Nuclear se hizo cargo de la «fiscalización y regulación de la actividad nuclear» que hasta entonces realizaba la Comisión Nacional de Energía Atómica.
En junio de 1996 fue transferido del ámbito de la Presidencia de la Nación al del Ministerio de Economía y Obras y Servicios Públicos.
En 1997 el Poder Legislativo dictó la Ley Nacional de la Actividad Nuclear, creando la Autoridad Regulatoria Nuclear, que sustituyó al Ente Nacional Regulador Nuclear (que dejó de existir).